# 차량 번호판

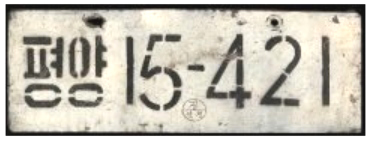
조선민주주의인민공화국의 차량 번호판 (평양시, 1992년)

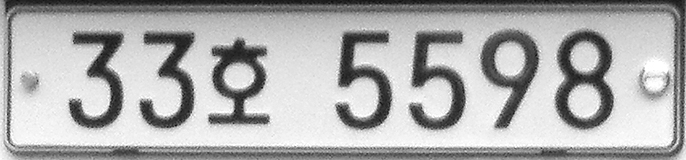
대한민국의 차량 번호판 (2006년~2018년, 두자릿수 번호로 적용함)

차량 번호판(車輛番號版)은 공식적인 식별을 목적으로 자동차나 트레일러에 부착해 다니는 금속이나 플라스틱으로 된 판이다. 등록 식별자는 번호나 문자, 숫자 조합으로 되어 있으며, 지역 데이터베이스 안의 자동차를 식별하는 고유한 코드이다. 일부 국가에서는 식별자가 국가 전체적으로 고유한 값을 지니지만, 다른 국가에서는 행정 구역 안에서만 고유한 값을 지니기도 한다.

## 역사
프랑스가 1893년 8월 14일에 차량 번호판을 처음 도입하였고 이어 1896년에는 독일이 이를 도입하였다. 국가 번호판으로는 1898년에 드라이빙 퍼밋(driving permit)이라는 이름으로 네덜란드가 처음 도입하였다.

## 표준
차량 번호판에는 지역에 따라 특이한 변종이 존재할 수 있지만, 전 세계적으로는 다음과같은 규격이 존재한다.
- 520mm x 110 또는 120mm - 유럽 국가들 다수(2006년 11월 이후 출고되는 대한민국의 차량,홍콩,말레이시아,싱가폴,베트남, 중동일부제외)
- 372mm x 135mm - 오스트레일리아 및 일부 태평양 주변 국가들
- 300mm x 150mm - 북아메리카대다수 지역(350mm규격 일본, 타이, 중화민국, 파라과이, 대한민국, 아르헨티나, 칠레, 홍콩, 마카오, 안도라, 캄보디아, 라오스, 미얀마, 사우디, 요르단, 이집트)
- 340mm x 220mm-  유럽 국가들 다수
- 390mm x 120mm -  산마리노
- 360mm x 110mm-  이탈리아(앞면),오만
- 450mm x 120mm - 남아프리카,핀란드
- 400mm x 130mm - 메르코수르,중국,인도네시아,마카오(450mm)

## 국가별 현황

### 아시아

#### 일본
일본의 경우 차량 번호판이 대한민국처럼 지역01가2345  나 01가2345, 123가4567 식의 전국 차량 번호판과는 달리 지명000X00-00 혹은 0-00 형태의 유형으로 구성되어 있는 차량 번호판이 존재한다. 또 앞자리에 0이 붙을 경우 0이 아닌 ㆍ으로 표기 된다. 뒤에 붙는 0은 예외다.

### 남아메리카

#### 아르헨티나
아르헨티나는 1990년 이후부터 ABC 123 포맷을 사용한다.

## 같이 보기
- 대한민국의 차량 번호판
- 조선민주주의인민공화국의 차량 번호판